# التواريخ
التواريخ كتاب من تأليف المؤرخ اليوناني والسيناتور القديم تاسيتس , بدأ تأليفه منذ عام 100 إلى 110 ميلادية . يغطى الكتاب تاريخ ما يعرف بعام الأباطرة الأربعة وسقوط نيرون، وصعود فسبازيان للحكم، وحكم عائلة فلافيان حتى موت دوميتيان.